# 韋爾霍維耶區

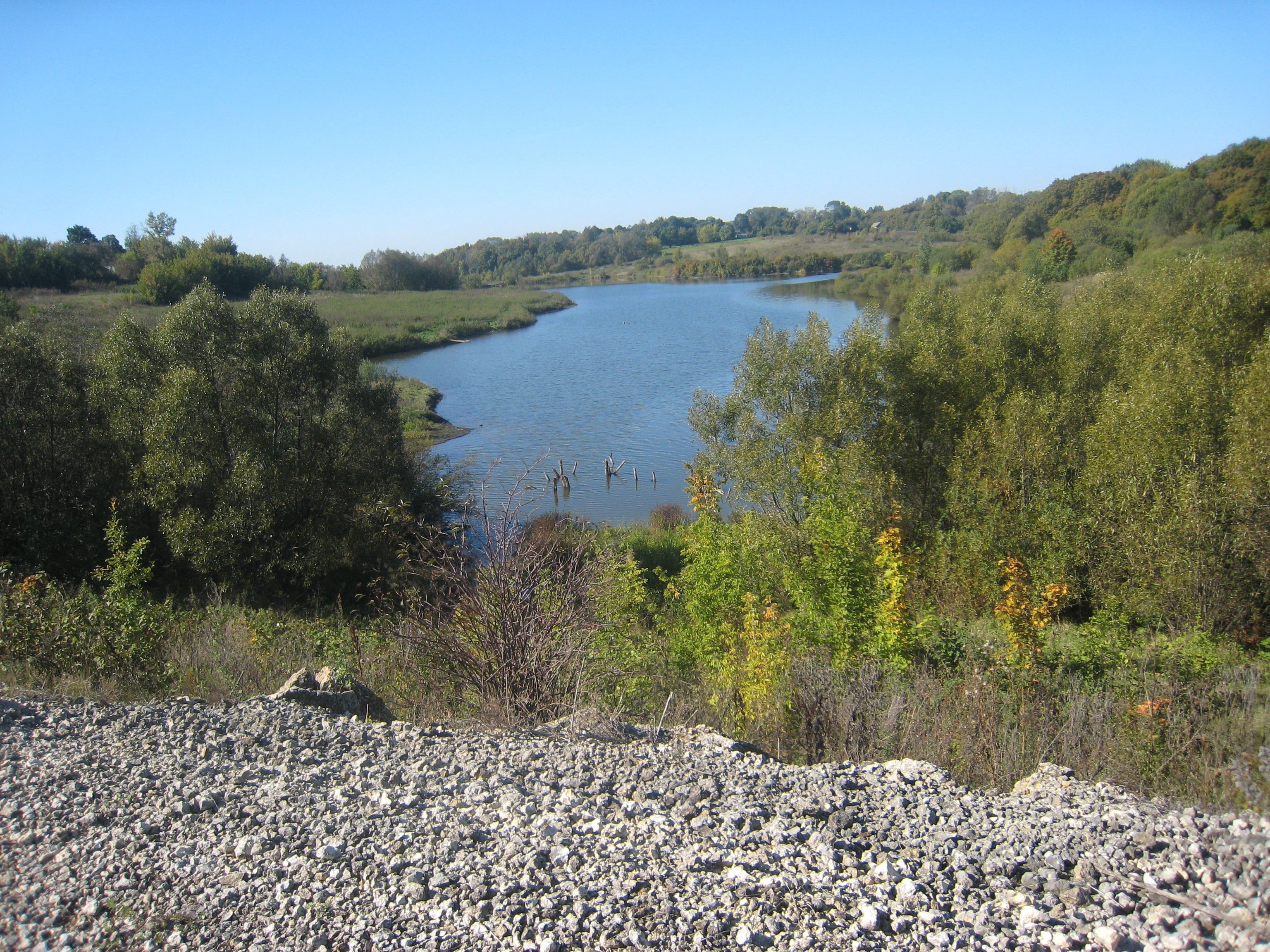

52°48′52″N 37°14′01″E / 52.81444°N 37.23361°E
韋爾霍維耶區（俄语：Верховский район），是俄羅斯的一個區，位於該國西南部，由奧廖爾州負責管轄，面積1,072.4平方公里，2010年人口17,283，人口密度每平方公里16.12人。